# Чхетиани, Кахабер
Кахабер Чхетиани (груз. კახა ჩხეტიანი; род. 24 февраля 1978, Кутаиси) — грузинский футболист, защитник; тренер. Родной брат — футболист Звиад Чхетиани.

## Клубная карьера
Начал профессиональную карьеру в 1993 году в составе кутаиского «Торпедо-2». Летом 1994 года перешёл в «Рцмену», а спустя полгода стал игроком «Самгурали», выступавшем в чемпионате Грузии. В начале сезона 1995/96 перешёл в стан кутаиского «Торпедо». В сезоне 1998/99 вместе с командой стал обладателем Кубка Грузии. В финальной игре «Торпедо» обыграло «Самгурали» (0:0 в основное время и 4:2 по пенальти). В следующем сезоне Чхетиани помог кутаискому клубу стать чемпионом Грузии и дойди до финала Кубка, где его команда уступила тбилисскому «Локомотиву» (0:0 в основное время и 2:4 по пенальти). В сезоне 2000/01 «Торпедо» вновь стало победителем грузинского первенства.
С 2001 по 2003 год выступал в чемпионате Венгрии за «Дебрецен» и «Печ». В январе 2004 года подписал контракт с симферопольской «Таврией». Дебют в чемпионате Украины для грузинского легионера состоялся 14 марта 2004 года в матче против киевского «Динамо» (0:0). В составе «Таврии» выступал вместе с братом Звиадом Чхетиани. К концу года Чхетиани перестал попадать в основной состав крымчан и в ноябре 2004 года перешёл в «Зестафони», боровшийся за сохранение прописки в грузинском чемпионате. Вместе с командой дважды доходил финала Кубка Грузии.
С 2008 по 2010 год выступал за азербайджанский «Симург», в составе которого становился бронзовым призёром чемпионата Азербайджана и выступал в еврокубках. Завершил карьеру футболиста в сезоне 2010/11 в составе команды «Баия Зугдиди».

## Карьера в сборной
В составе юношеской сборной Грузии до 18 лет в 1995 году провёл два матча.
В футболке национальной сборной Грузии провёл всего один матч, состоявшийся 12 августа 1998 года против Азербайджана (0:1).

## Тренерская карьера
Тренерскую карьеру начал в 2012 году, став ассистентом главного тренера в кутаисском «Торпедо». В 2013 году возглавил «Мерани», с которым работал в течение нескольких месяцев и не набрал ни одного очка. В 2015 году являлся ассистентом у Гии Гегучадзев в тбилисском «Динамо».
В 2016 году стал главным тренером кутаисского «Торпедо», которое приводил к победам в чемпионате, Кубке и Суперкубке Грузии. После начала акций протеста в Грузии летом 2019 года, Чхетиани и его команда вышли на очередной матч чемпионата в футболках с надписью «Наша страна оккупирована Россией». В октябре 2019 года клуб столкнулся с финансовыми трудностями и игроки осинового состава отказались выходить на поле. В связи с этим Чхетиани укомплектовал команду футболистами из академии клуба. Капитаном стал вратарь Давид Асатиани, которому тогда было 16 лет, а на скамейке запасных остался его коллега 13-летнего возраста.
В декабре 2019 года возглавил тбилисское «Динамо». В августе 2020 года, после поражения от албанской «Тираны» и вылета команды из первого квалификационного раунда Лиги чемпионов, Чхетиани подал в отставку.

## Достижения
Как футболиста
«Торпедо» (Кутаиси)
- Чемпион Грузии (2): 1999/00, 2000/01
- Обладатель Кубка Грузии: 1998/99
- Финалист Кубка Грузии: 1999/00

«Дебрецен»
- Бронзовый призёр чемпионата Венгрии: 2002/03

«Зестафони»
- Финалист Кубка Грузии: 2004/05, 2005/06

«Симург»
- Чемпион Азербайджана: 2008/09

Как тренер
«Торпедо» (Кутаиси)
- Чемпион Грузии: 2017
- Бронзовый призёр чемпионата Грузии: 2018
- Обладатель Кубка Грузии (2): 2016, 2018
- Финалист Кубка Грузии: 2017
- Обладатель Суперкубка Грузии (2): 2018, 2019